# Tartaruga-marinha
Tartaruga-marinha (Cheloniidae) é a família da ordem das tartarugas que inclui as espécies que habitam mares tropicais e subtropicais em todo o mundo. O grupo é constituído por seis gêneros e sete espécies, todas elas ameaçadas de extinção.
A sobrevivência das tartarugas-marinhas continua em risco devido a muitos anos de caça intensiva pela sua carapaça, carne (utilizada para sopa) e gordura. Atualmente a caça está controlada, mas estes animais continuam ameaçados pelas redes de pesca que matam cerca de 40 000 exemplares por ano. Outra das maiores ameaças é o desenvolvimento costeiro nas áreas de nidificação, que impede as fêmeas de pôr os ovos e impossibilita a sua reprodução.
A maioria das espécies são migratórias e vagueiam pelos oceanos, orientando-se com a ajuda do campo magnético terrestre.

## Anatomia e morfologia

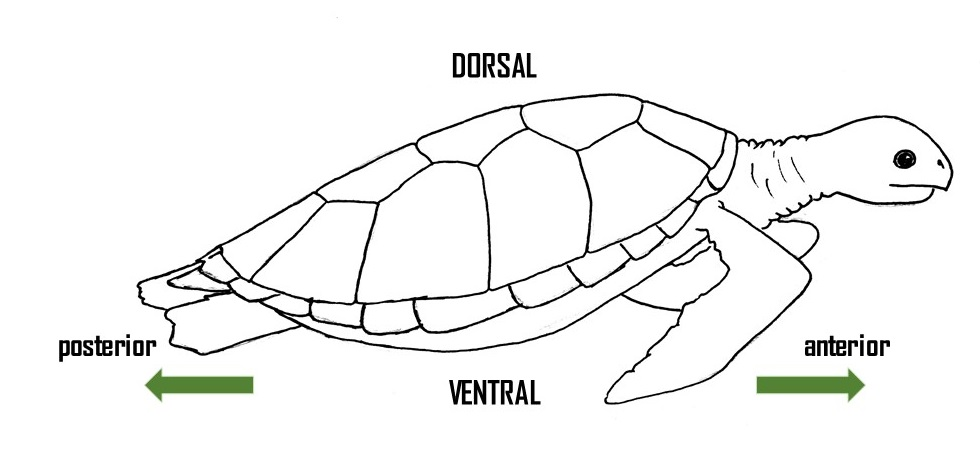
Figura 1: Terminologia anatômica

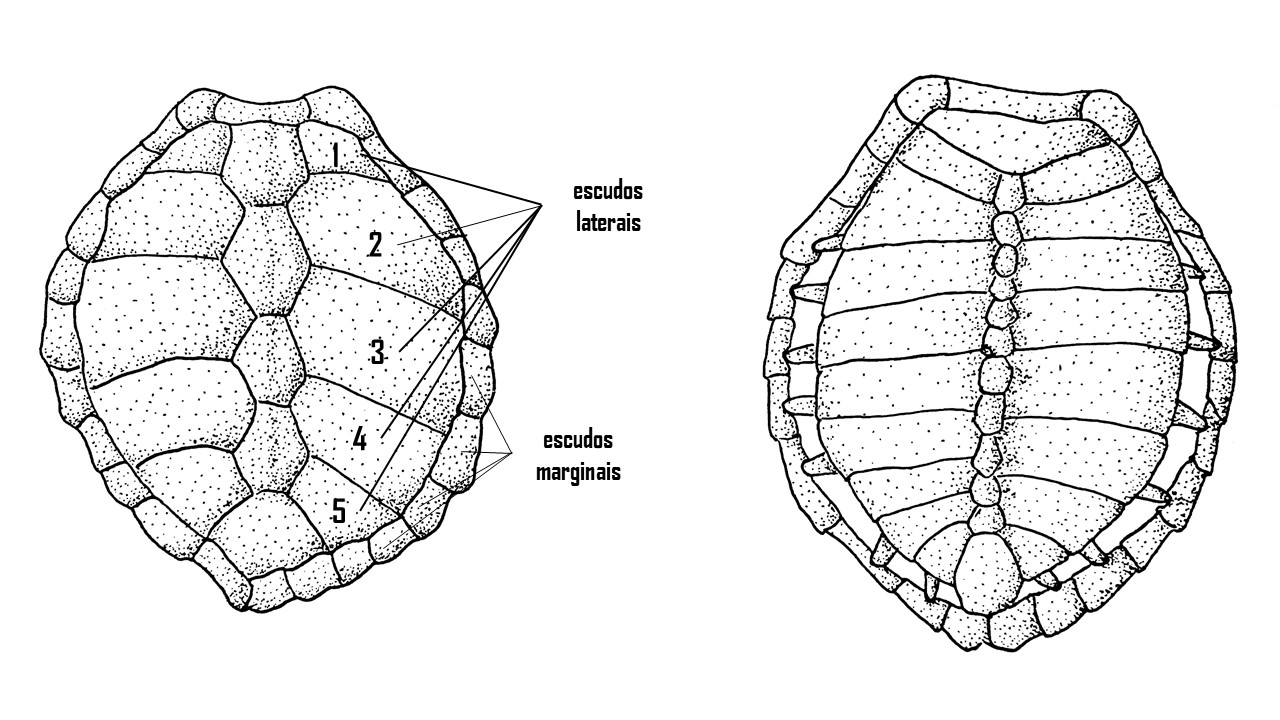
Figura 2: À esquerda, localização dos escudos da carapaça das tartarugas-marinhas. À direita, vista dorsal dos ossos da carapaça.

As tartarugas-marinhas diferem de outros répteis por apresentarem um casco rígido que as protege de predadores, das variações climáticas e pressões ambientais.
O casco é uma estrutura formada pela fusão de ossos da coluna vertebral, costelas e cintura pélvica. A porção dorsal do casco é denominada carapaça e a porção ventral, plastrão. A carapaça é feita de ossos cobertos por escudos queratinosos nas quatro espécies da família Cheloniidae ou gordura e pele na tartaruga-de-couro (família Dermochelyidae). As margens desses escudos não estão alinhadas com as estruturas dos ossos. Na tartaruga-de-couro, a gordura se localiza por cima das costelas e das vértebras, e está revestida dorsalmente por uma pele serosa que contém pequenas ossificações (placas ósseas dérmicas).[1]  O plastrão, por sua vez, é composto por quatro pares de ossos e um osso não pareado.
As tartarugas-marinhas medem, quando adultas, de 55cm a 2,1m de comprimento curvilíneo de carapaça (CCC) e pesam de 35 a 900kg, dependendo da espécie. Apresentam dimorfismo sexual quando adultas: machos possuem cauda mais longa e uma grande garra curva direcionada para dentro nas nadadeiras anteriores, que o ajudam a segurar a fêmea no momento da cópula.[2]
A identificação das diferentes espécies de tartarugas-marinhas é feita por meio de características externas, como o número de escamas na cabeça, o formato do crânio, o número de unhas nas patas e no número e arranjo de escudos (ou placas) na carapaça.

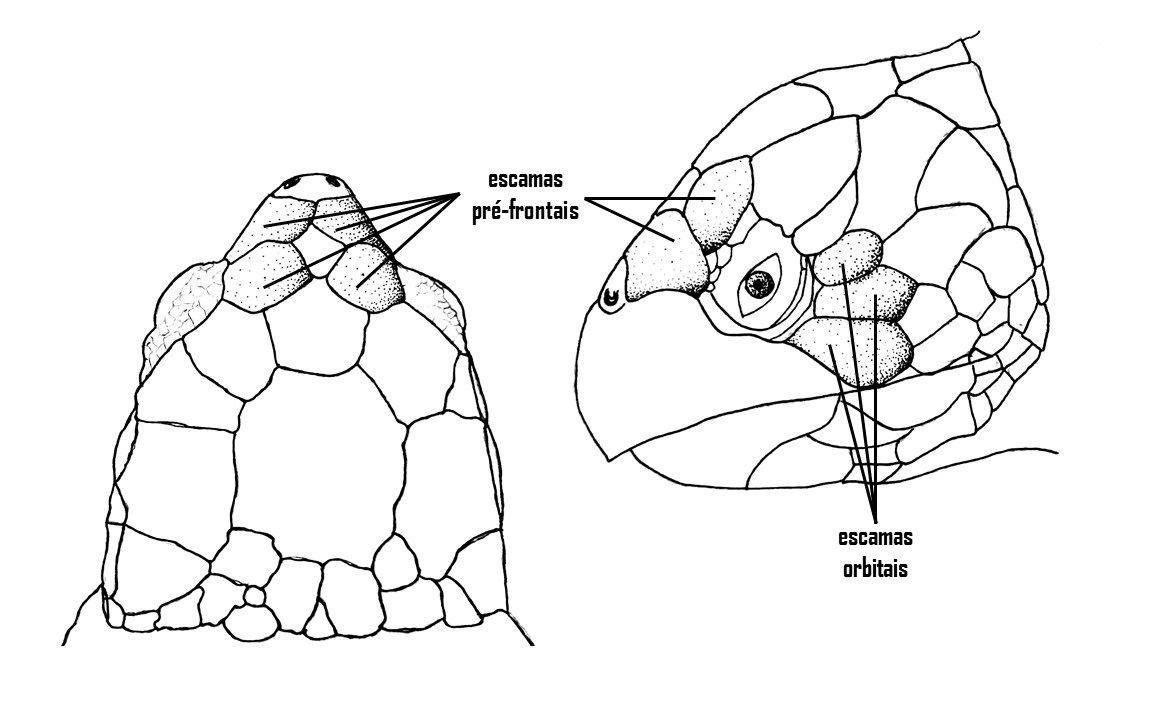
Figura 3: Localização das escamas na cabeça das tartarugas-marinhas

As principais características-chave são os escudos inframarginais, que ficam no plastrão, e os escudos laterais e vertebrais, que ficam na carapaça e estão indicados na figura 2. O plastrão também apresenta padrões distintos, que são usados mais frequentemente como marcos para estruturas internas do que para a identificação de espécies. Além disso, as tartarugas-marinhas apresentam escamas queratinosas na cabeça dorsal chamadas de pós-oculares (logo acima do focinho) e escamas chamadas de laterais logo ao lado dos olhos, que são também utilizadas na identificação de espécies. As escamas pré-frontais ocorrem em pares e o número destes varia de acordo com a espécie (ver figura 3). Vários caracteres internos ósseos e mandibulares também podem ser usados para tal. A maioria das espécies tem 2 garras em seus membros. A garra I é geralmente maior do que garra II e torna-se fortemente curva em machos adultos. O número de garras nos membros posteriores e inferiores é o mesmo.

## Fisiologia

### Osmorregulação
As tartarugas mantêm um ambiente interno hipotônico em relação ao água do mar. Para manter a hipotonicidade, elas devem excretar íons salinos. Assim como outros répteis marinhos, elas possuem uma glândula especializada para eliminar o excesso de sais, já que seus fígados não são capazes de produzir uma urina com concentração de sais maior que a do mar. Todas as espécies de tartarugas-marinhas possuem uma glândula lacrimal na cavidade orbital capaz de produzir lágrimas com concentrações de sal maiores do que a do mar.
Tartarugas de couro têm um problema maior, já que se alimentam de medusas e outros plânctons gelatinosos que possuem a mesma concentração da água do mar. Por isso, provavelmente a glândula lacrimal dessas tartarugas evoluiu de forma a culminar numa glândula muito maior, que expele lágrimas com quase o dobro de concentração de sais em comparação às glândulas das outras espécies.
Filhotes necessitam de beber água do mar logo após entrarem no oceano para repor a quantidade de água perdida ao saírem dos ovos. Para restabelecer balanço hídrico e iônico, as glândulas começam a funcionar rapidamente. A sobrevivência e desempenho fisiológico dependem da hidratação imediata e eficiente após emergirem do ninho.

### Termorregulação
As tartarugas da família Cheloniidae tem grande variação de temperatura ao longo do tempo, enquanto a tartaruga de couro (Dermochelyidae) é endotérmica, por conseguir manter sua temperatura 8ºC acima da temperatura ambiente.
Tartarugas-marinhas verdes do pacífico relativamente mais frio são conhecidas por saírem para ilhas remotas para se aquecerem no sol. Esse comportamento só foi observado em poucos locais, incluindo Galápagos, Hawaii, Ilha Europa e partes da Austrália.

### Fisiologia do mergulho
Tartarugas-marinhas são répteis que têm pulmões, portanto respiram ar atmosférico. Para respirarem, elas devem subir a superfície regularmente, no entanto, elas passam a maior parte do tempo embaixo d’água, fazendo-se necessário que segurem a respiração por longos períodos de tempo. A duração do mergulho depende principalmente da quantidade de atividade realizada. Uma tartaruga que está forrageando gasta normalmente entre 5 a 40 minutos embaixo d’água, enquanto uma tartaruga que está dormindo pode permanecer no fundo do mar entre 4 a 7 horas. A respiração permanece aeróbica durante a maioria do tempo em um mergulho voluntário. Quando uma tartaruga é involuntariamente submergida (quando fica presa em uma rede de pesca por exemplo) a duração do mergulho é reduzida significativamente, aumentando a susceptibilidade a afogamento.
Quando a tartaruga atinge a superfície, seus pulmões podem ser rapidamente preenchidos pelo ar com uma única expiração explosiva e uma rápida inalação. Por possuírem grandes pulmões, a troca gasosa é extremamente rápida, permitindo maior entrada de oxigênio e impedindo que outros gases se acumulem ao longo dos mergulhos.

### Fluorescência
Tartarugas-marinhas são os primeiros répteis fluorescentes encontrados na natureza. Gruber e Sparks (2015) observaram a primeira fluorescência em um tetrápode marinho.
De acordo com eles, a fluorescência está sendo observada em um número cada vez maior de criaturas marinhas (cnidários, ctenóforos, anélidos, artrópodes e cordados), além de ser um fenômeno bem comum em peixes cartilaginosos e ósseos.
Os dois biólogos marinhos acidentalmente observaram, nas Ilhas Salomão, uma tartaruga de pente com fluorescência. Seu objetivo aquela noite era observar a biofluorescência emitida por pequenos tubarões e corais. São vários os papéis da biofluorescência em organismos marinhos, entre eles os de atrair presas, se comunicar, se camuflar ou se defender. Eles acreditam que no caso desta tartaruga, a fluorescência pode ser usada para se camuflar entre os recifes de coral durante a noite.

## Espécies

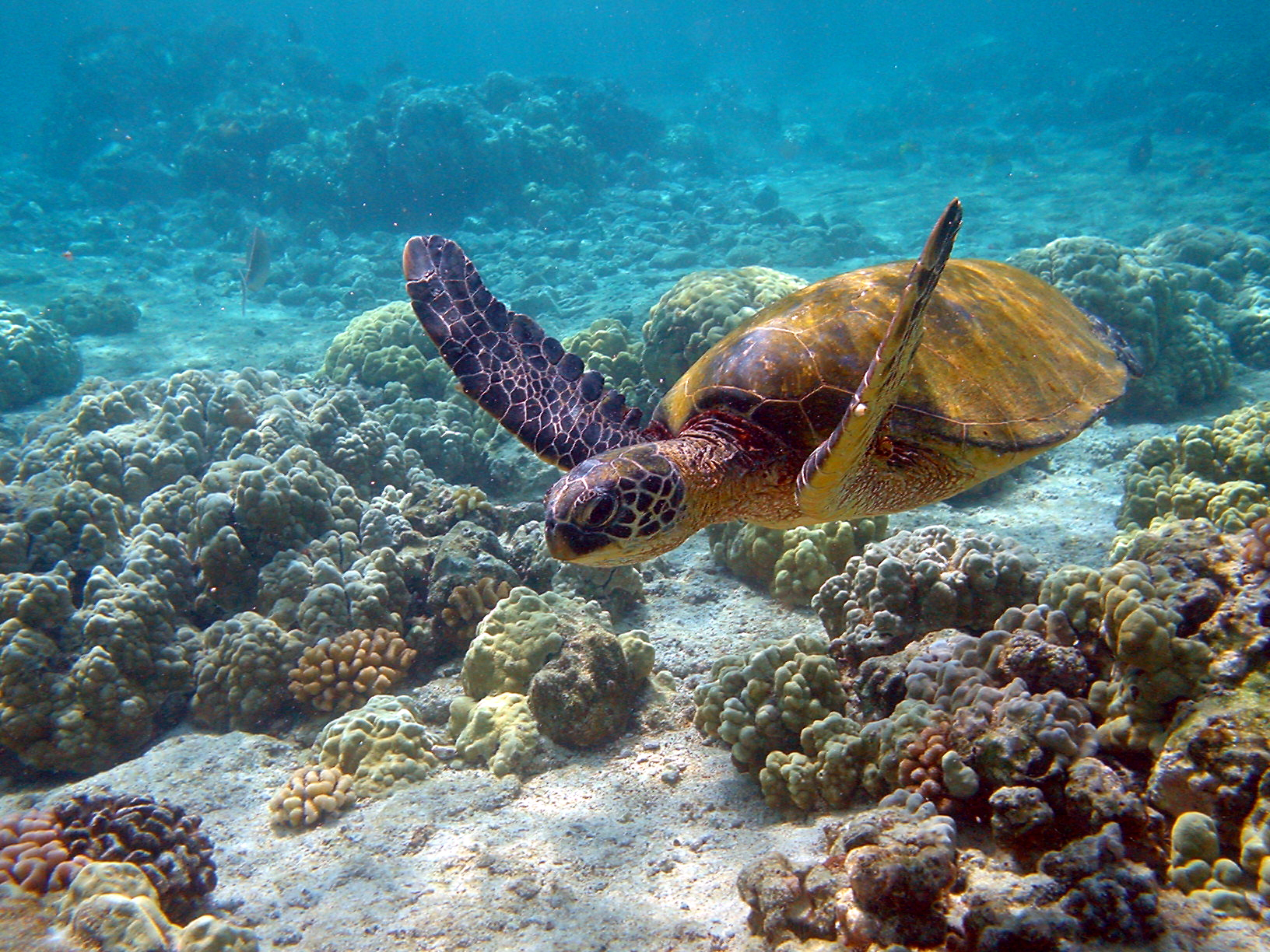
Chelonia mydas

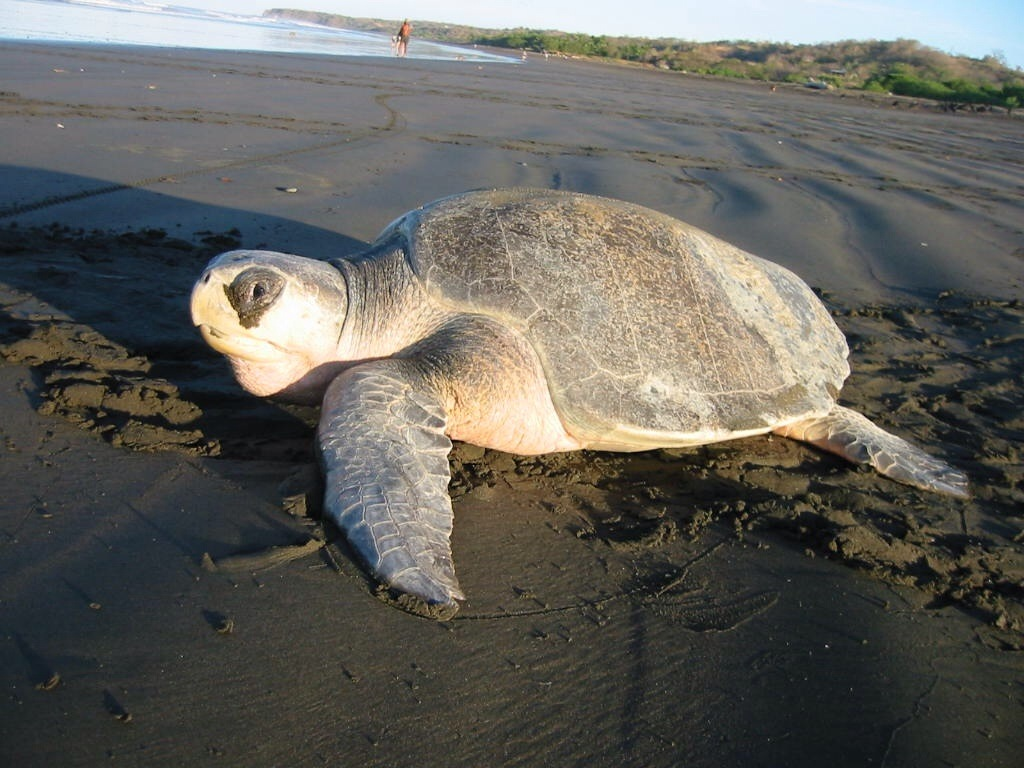
Lepidochelys olivacea

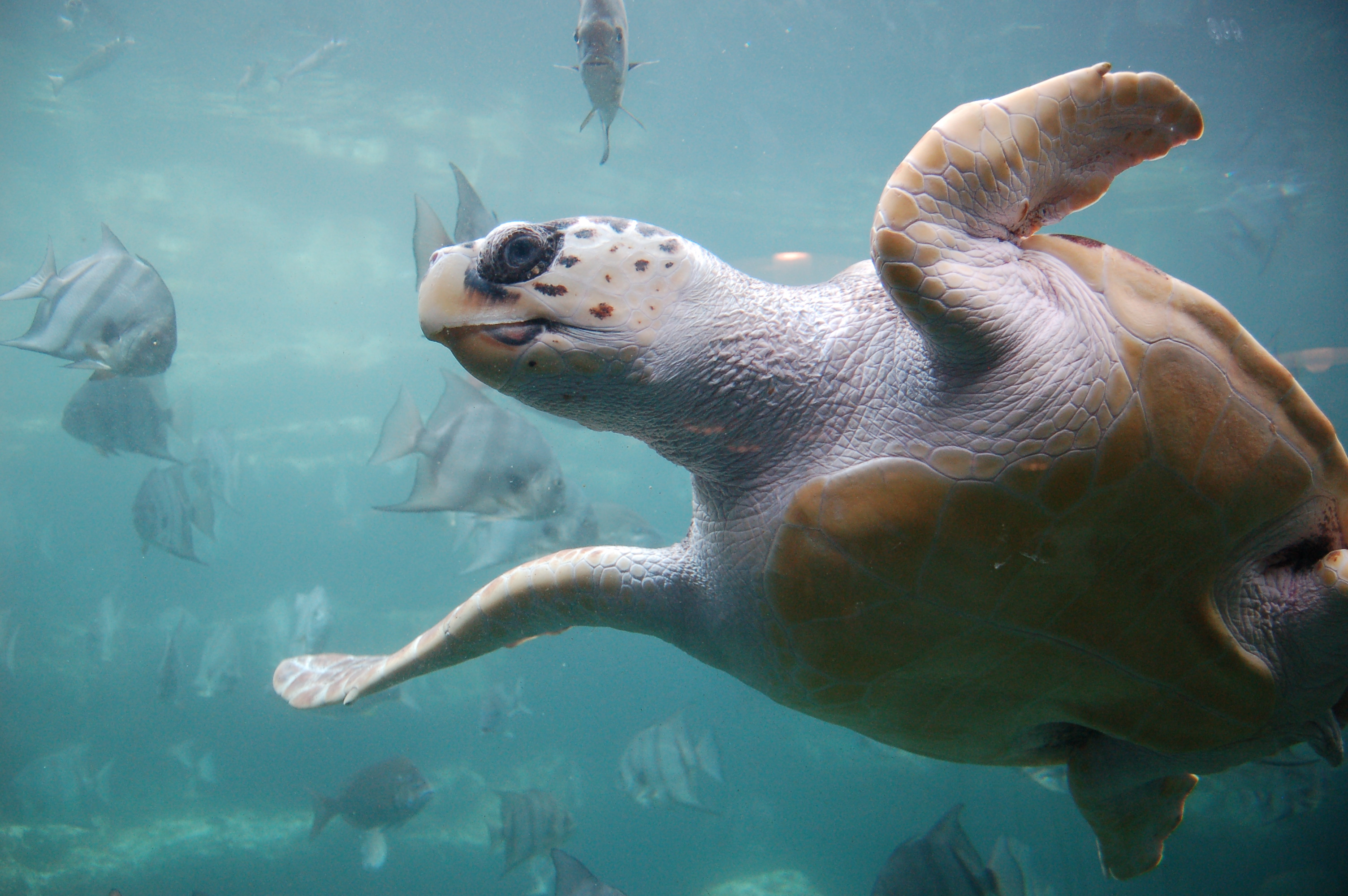
Caretta caretta

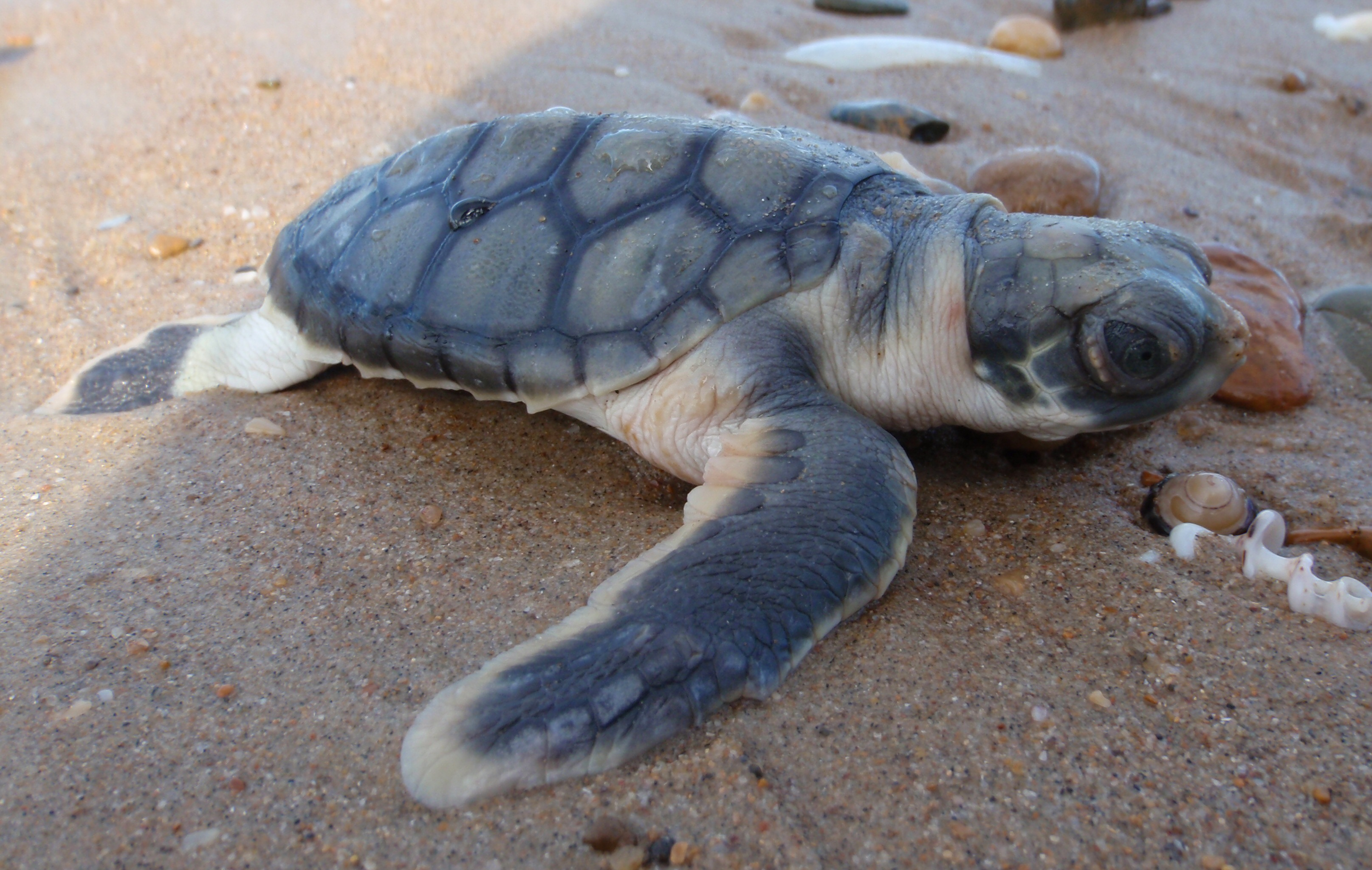
Natator depressus

Há um total de quatro famílias de tartarugas-marinhas (Toxochelyidae,Protostegidae, Cheloniidae e Dermochelyidae) e somente as últimas possuem espécies viventes. As principais características utilizadas para diferenciação das espécies estão relacionadas à presença de placas no casco e suas diferenças, mudanças no formato de cabeça e nadadeiras.
As tartarugas-marinhas possuem sete espécies viventes divididas em dois gêneros, Dermochelydae e Chelonidae. As principais características utilizadas para diferenciação entre as espécies são características morfológicas como diferenças no tegumento ou formações ósseas.
-Chelonia mydas sp (Cheloniidae): Conhecida como tartaruga verde, podem chegar a 1.5 metros de comprimento e pesam em média 160kg. Possuem uma cor esverdeada característica da espécie e têm hábito onívoro enquanto filhote, tornando-se basicamente herbívoras quando adultas, principalmente algas verdes, as quais elas forrageiam nos costões rochosos (são encontradas no Brasil).
-Caretta caretta sp (Cheloniidae): Conhecidas como cabeçuda ou mestiça chegam a medir 1.5 metros de comprimento e pesam em média 140kg. Essa espécie é totalmente carnívora, alimentando-se de caranguejos, moluscos, mexilhões e outros invertebrados triturados com ajuda dos músculos poderosos de sua mandíbula (encontrada no Brasil).

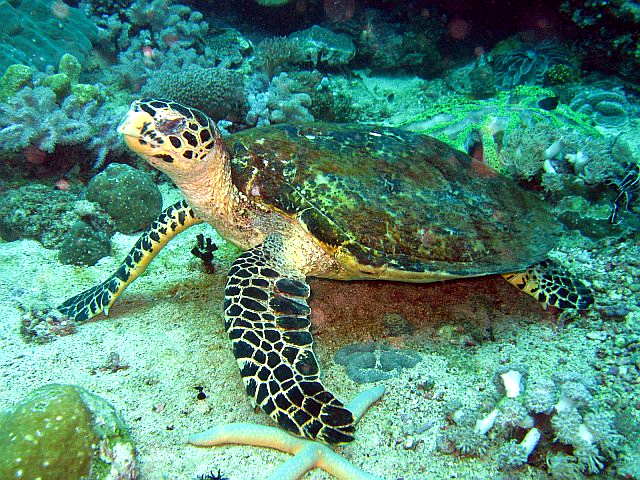
Eretmochelys imbricata

-Eretmochelys imbricata sp (Cheloniidae): São conhecidas como tartaruga de pente ou legítimas, chegando a 1,2 metros de comprimento e pesando em média 85kg. Seu nome vem devido a característica das placas do casco, que se imbricam como telhas. Sua alimentação é muito dependente de corais, onde utilizam seu bico estreito para predar esponjas, anêmonas, lulas e camarões (encontrada no Brasil).
-Lepidochelys olivacea sp (Cheloniidae): Chamadas de tartarugas oliva, tem em média 72 cm de comprimento e pesam cerca de 40kg. Tem uma dieta alimentar muito variada mas principalmente carnívora, sendo suas principais presas salpas, peixes, moluscos, crustáceos, briozoários, tunicados, águas-vivas, ovos de peixe e eventualmente algas. É a única espécie que participa de um evento chamado arribada, quando centenas de tartarugas desovam ao mesmo tempo em uma praia (são encontradas no Brasil).

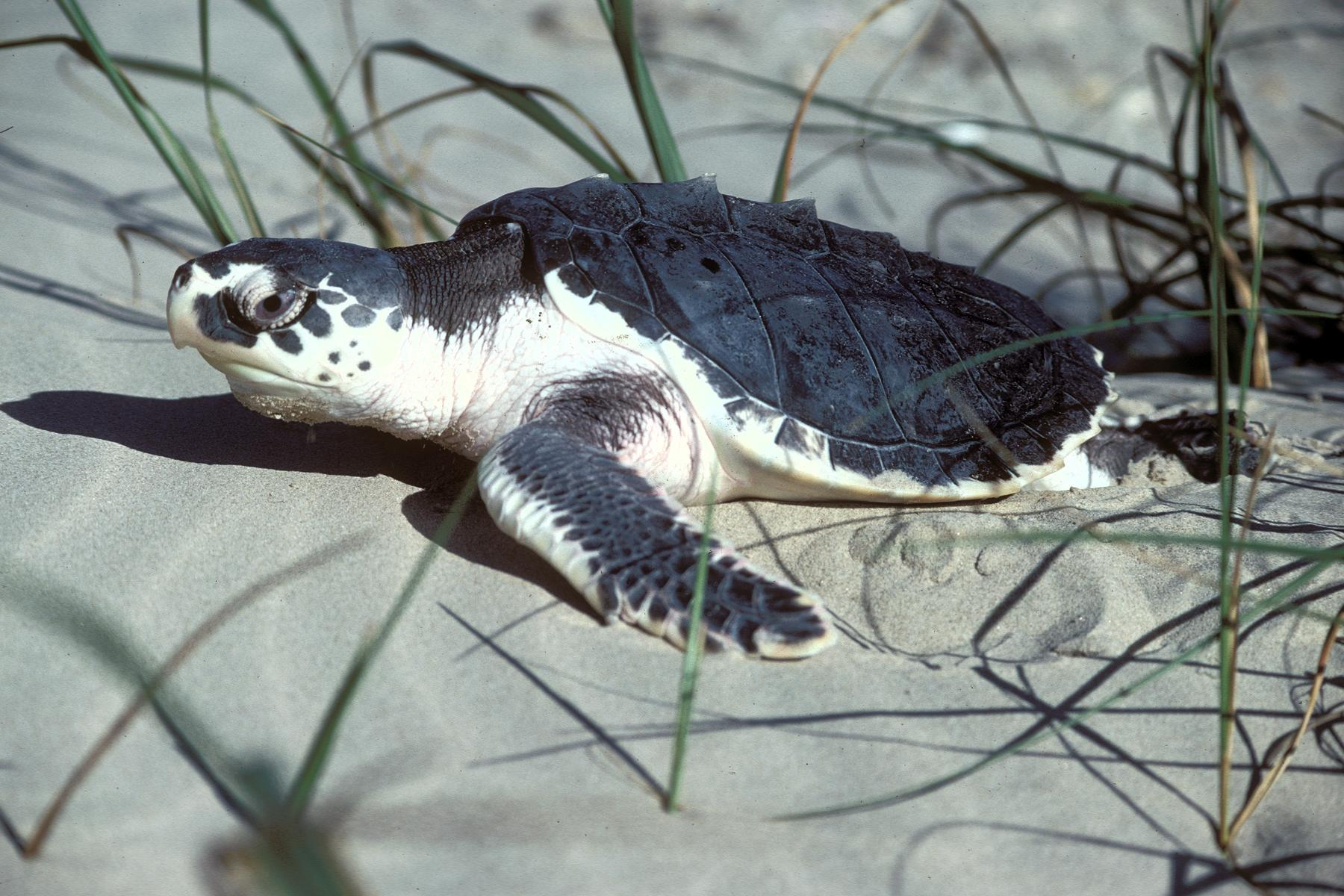
Lepidochelys kempii

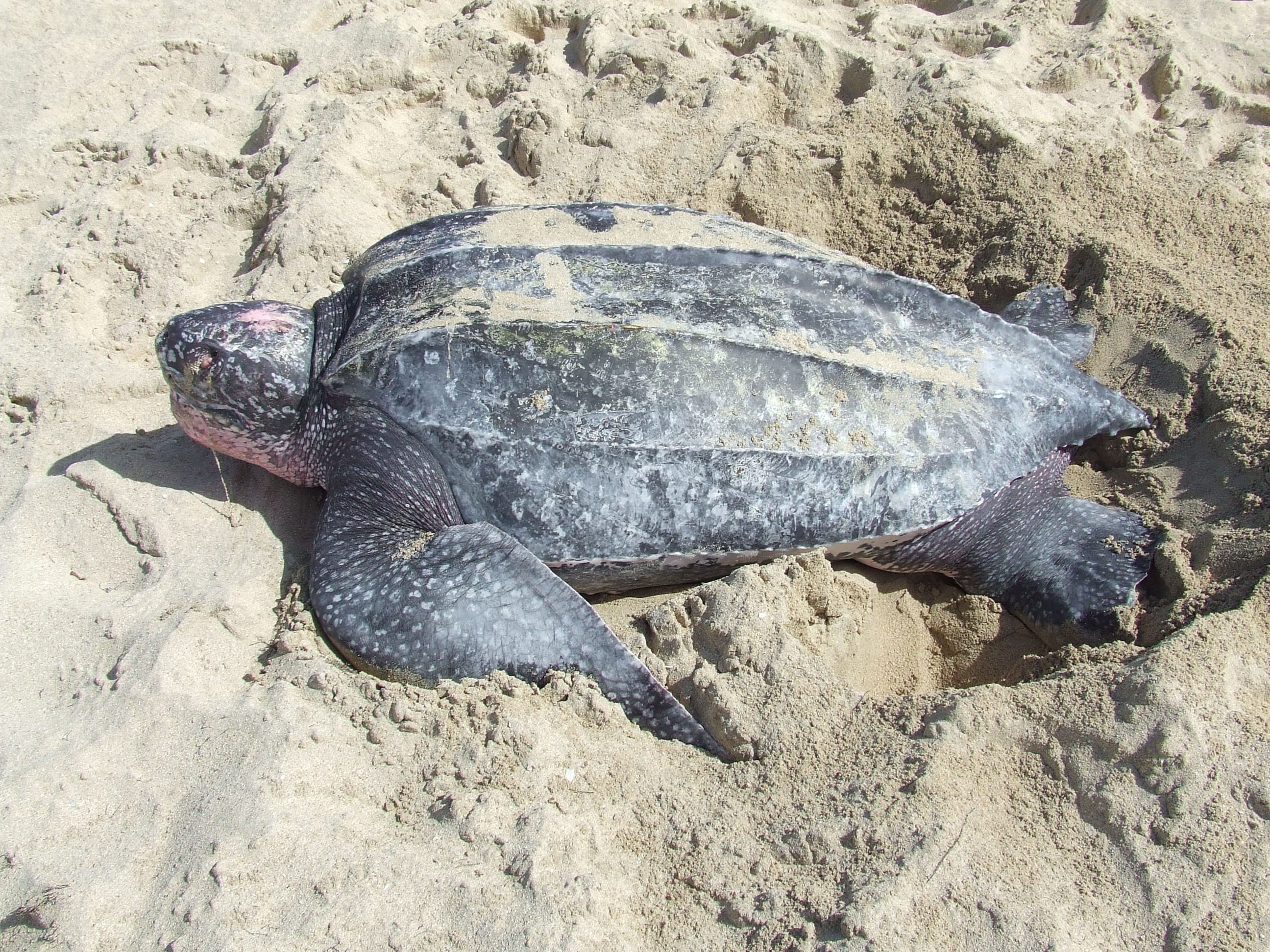
Dermochelys coriacea

-Lepidochelys kempii sp (Cheloniidae): As tartarugas-de-kemp medem por volta de 70 cm de comprimento e pesam de 35 a 50 kg. Alimentam-se principalmente de caranguejos que captura nas águas pouco profundas mas também se alimentam de moluscos, outros crustáceos, peixes, alforrecas, algas ou ouriços-do-mar (não encontrados no Brasil).
-Natator depressus sp (Cheloniidae): São tartarugas endêmicas da região da Austrália e por isso são chamadas de tartaruga australiana. Podem chegar a 1 metro de comprimento e pesam em média 70kg. Possuem alimentação variada, desde pequenos invertebrados, algas e pequenos vertebrados.
-Dermochelys coriacea sp (Dermochelydae): As tartarugas-de-couro ou tartarugas-gigantes são as que apresentam maior tamanho dentre as tartarugas-marinhas, podendo chegar a 1,80 metros de comprimento e podendo pesar 400kg. As suas nadadeiras dianteiras podem alcançar os 2 metros de comprimento e não possuem placas na carapaça quando adultas, o que faz referência a seu nome popular. A sua dieta é composta principalmente por zooplâncton gelatinoso como celenterados, pirossomos e salpas (encontradas no Brasil).

## Biogeografia
As tartarugas-marinhas distribuem-se amplamente entre as bacias oceânicas, com registros desde o Ártico até à Tasmânia (Meylan & Donnely, 1999). No entanto, a maior parte das ocorrências reprodutivas está concentrada em regiões tropicais e subtropicais (Márquez, 1990).

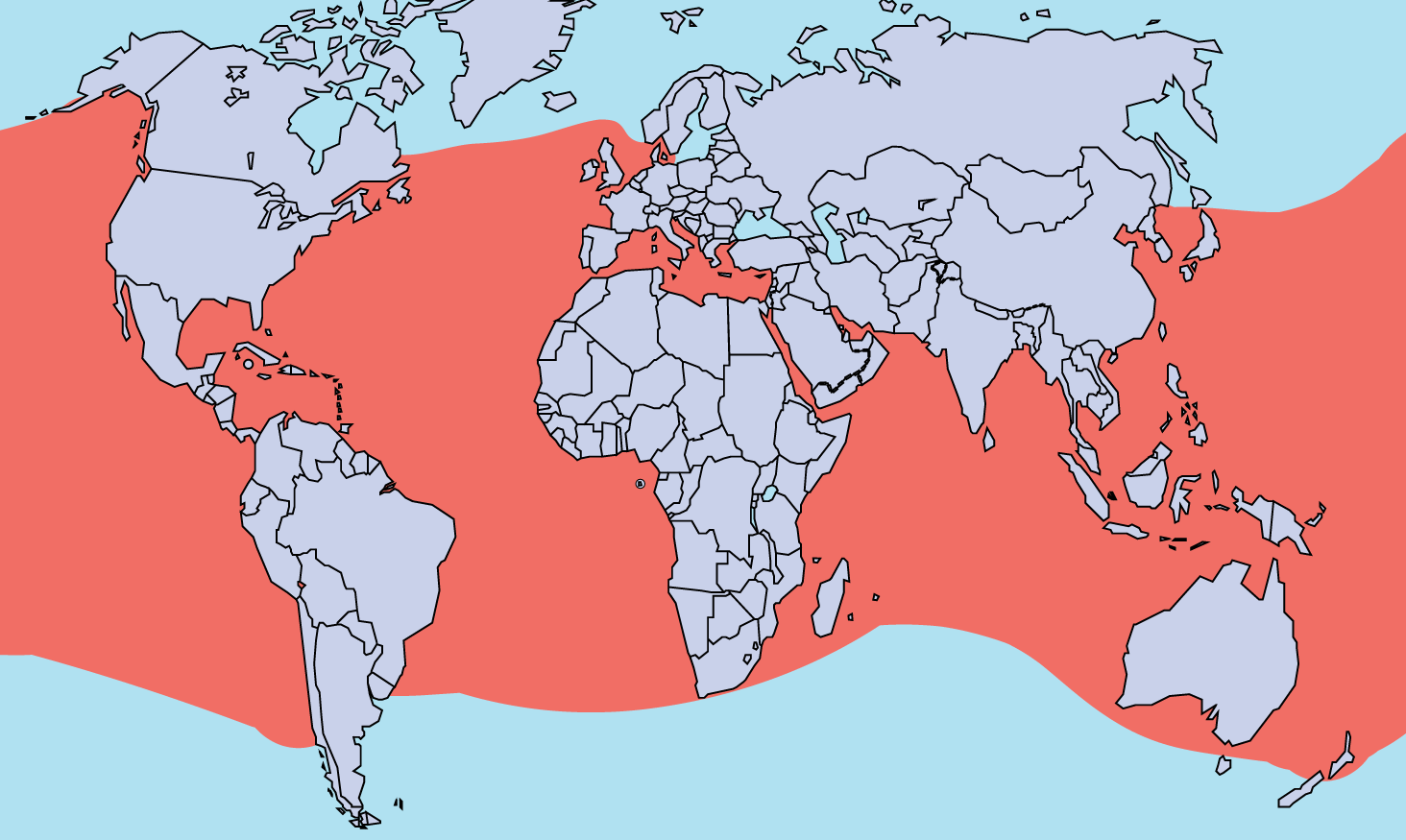
Distribuição mundial de Cheloniidae

### Distribuição geográfica das tartarugas-marinhas que ocorrem no Brasil[19]
Caretta caretta (Linnaeus, 1758)
Tem distribuição circunglobal, ocorrendo nos mares tropicais, subtropicais e temperados do Atlântico, Índico e Pacífico (Dodd, 1988). No Atlântico, os principais sítios reprodutivos estão localizados na costa sudeste dos Estados Unidos, em Cabo Verde e no Brasil (Mast et al., 2006).
Chelonia mydas (Linnaeus, 1758)
Tem distribuição circunglobal, ocorrendo nos mares tropicais geralmente entre as latitudes 40ºS e 40ºN. No Atlântico, os principais sítios reprodutivos estão localizados na Costa Rica, ilha de Ascensão (Reino Unido), Guiné-Bissau, México e Suriname, e ilha de Trindade (Brasil) (Broderick et al, 2006; Banco de Dados TAMAR/SITAMAR).
Eretmochelys imbricata (Linnaeus, 1766)
Tem distribuição circunglobal em águas tropicais e subtropicais do Atlântico, Índico e Pacífico.  É considerada a mais tropical de todas as espécies de tartarugas-marinhas, com áreas de desova geralmente situadas entre as latitudes paralelos 300 S e 300 N (Márquez, 1990). No Atlântico, os principais sítios reprodutivos estão localizados em diferentes países do Caribe e no Brasil (Mortimer, 2007).
Dermochelys coriacea (Linnaeus, 1766)
A espécie D. coriacea desova em praias dos oceanos Atlântico, Índico e Pacífico. No Atlântico, as principais áreas de desova localizam-se no Suriname e Guiana Francesa, Trinidad e Tobago, Gabão e Congo; também há número significativo de desovas em diversos locais do Caribe, sul dos Estados Unidos e ilha de Bioko (Guiné Equatorial) (Thomé et al, 2007; Fossette et al., 2008). A espécie tem hábitat essencialmente oceânico, podendo ser encontrada em alto mar em águas tropicais, subtropicais, temperadas e mesmo subpolares (Márquez, 1990).
Lepidochelys olivacea (Eschscholtz, 1829)
L. olivacea tem ampla distribuição pelas bacias oceânicas tropicais e subtropicais, sendo provavelmente a mais abundante das espécies de tartarugas-marinhas (Márquez, 1990; Marcovaldi, 2001; Plotkin, 2007). Existem praias de desova no Atlântico, Índico e Pacífico. No Atlântico, os principais sítios reprodutivos estão localizados no Suriname/Guiana Francesa e Brasil, com áreas secundárias na África: Guiné-Bissau, Camarões, Congo e Angola.

## Evolução e Filogenia

Figura 1: Crânio Anapsida.

Figura 2: Crânio Synapsida.

O posicionamento filogenético das tartarugas (ordem Testudine) é um enigma até hoje, devido aos seus caracteres bem definidos e muito derivados como o casco e ausência de fósseis com caracteres intermediários entre as tartarugas e outra ordem, por isso, a comparação e o relacionamento com outras ordens é muito difícil de ser feita. A principal característica, que permite a comparação de tetrápodes e que é utilizado para justificar a posição atual dos Testudine é o padrão do crânio. Há três tipos bem definidos:
- O crânio Anapsida (figura 1), que não possui abertura (fenestra) na ossificação e são características de grupos basais ,não estão presentes em nenhum grupo vivente além dos testudines (segundo teoria ainda não refutada);

- O crânio Synapsida (figura 2) onde ocorre a formação de uma fenestra inferior durante a ossificação, presente nos mamíferos;

- O crânio Diapsida (figura 3), que basicamente apresenta formação de duas fenestras durante a ossificação, uma inferior e uma superior, ocorrendo nas cobras, lagartos, crocodilos e aves;

Figura 3: Crânio Diapsida.

As principais teorias e as que mais impactam no posicionamento das tartarugas em filogenias permeiam em duas possibilidades. uma de que elas são um representante vivente dos anapsidas e portanto formam um grupo basal ou que são Diapsidas e houve perda das fenestras na diversificação da ordem, esta última se baseia em reentrâncias laterais presentes no crânio das tartarugas na região superior (figura 4).
No cladograma 1 estão numeradas as cinco principais hipóteses filogenéticas do surgimento das tartarugas, sendo cada número a representação do surgimento do ramo dos Testudines. (1) Testudines como grupo basal, tendo crânio Anapsida (sem fenestras), (2) Testudines como os primeiros répteis, tendo crânio Anapsida, (3)Testudines como grupo irmão de cobras e lagartos, tendo crânio Diapsida (duas fenestras), (4) Testudines como grupo irmão de crocodilianos e aves, tendo crânio Diapsida e (5) Testudines como grupo irmão de crocodilianos, tendo crânio Diapsida. Ainda hoje pesquisas são feitas com o intuito de corroborar com alguma hipótese e dar uma posição fixa as tartarugas, porém ainda não há conclusão para esse enigma. Porém atualmente diversos métodos estão sendo incorporados a pesquisas filogenéticas como o uso de tecnologias moleculares unidas com metodologias clássicas de classificação, para que com isso uma teoria seja aceita para explicar o surgimento das tartarugas.

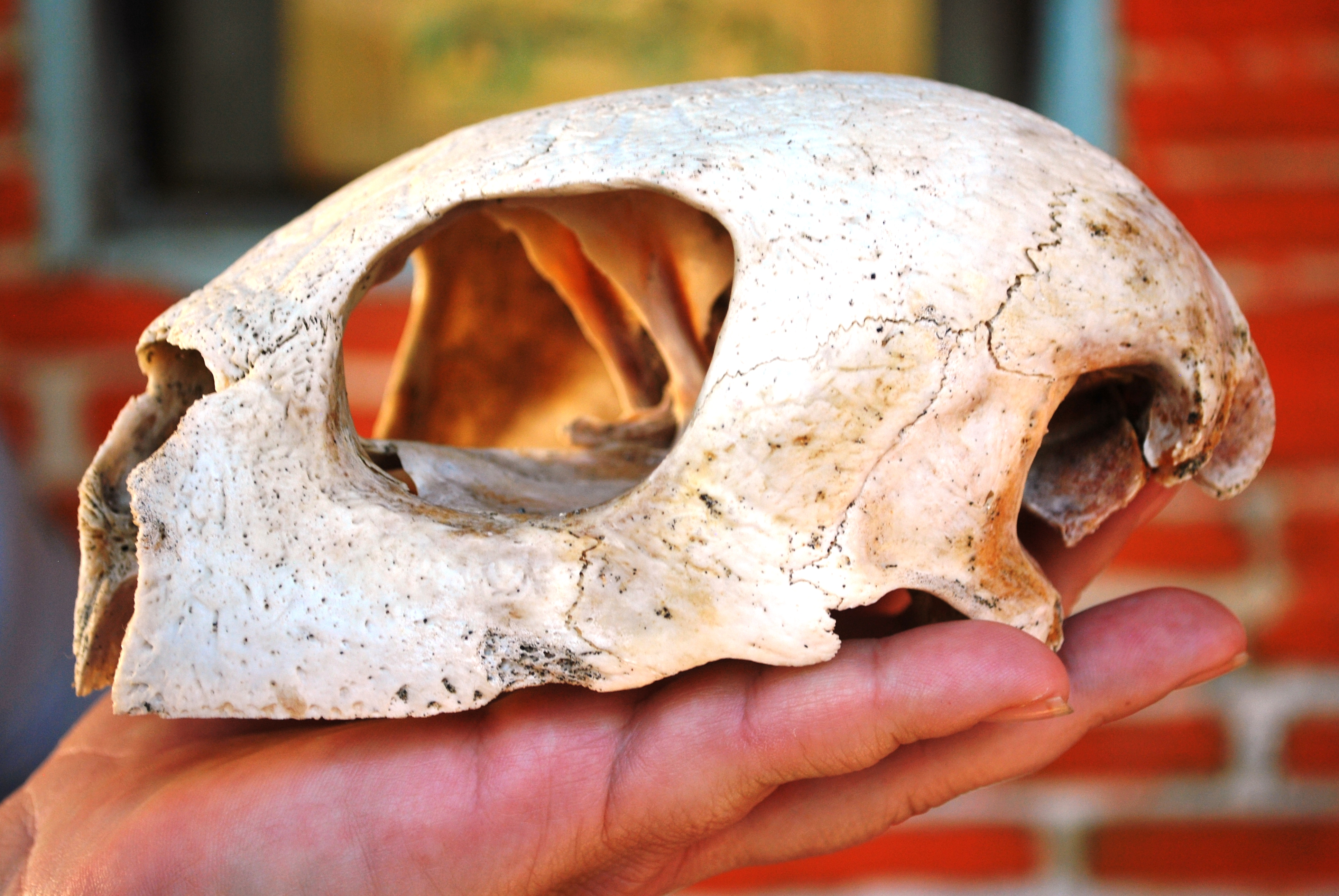
Figura 4: Crânio de uma tartaruga íntegro onde é possível observar a reentrância presente que suporta a teoria de que os Testudines são Diapsidas modificados.

A evolução das tartarugas é uma área obscura devido a falta de fósseis intermediários que portanto não fornecem informações preciosas a respeito do surgimento das principais características das tartarugas (todos os fósseis já apresentam o plano básico presente nos Testudines). São estas o casco formado pelas costelas, a ausência de dentes na boca, a internalização do quadril na região torácica e capacidade de retração do pescoço. Essas características atualmente são bem estudadas e são elas que diferenciam esse grupo dos outros. Posteriormente a essas mudanças, nas tartarugas-marinhas houve uma diferenciação dos membros para o nado, sendo os membros anteriores responsáveis pela tração na água e os posteriores pelo direcionamento do nado. O sistema de respiração se mantém pulmonar porém as tartarugas-marinhas são capazes de limitar fluxo sanguíneo para os pulmões permitindo o uso mais eficiente da reserva pulmonar de oxigênio e podem se manter em estado de apneia (suspensão da respiração) por longos períodos de tempo.

## Ecologia

### Ciclo de vida

1) As tartarugas machos e fêmeas envelhecem no oceano e migram para águas costeiras rasas. 2) As tartarugas acasalam na água perto de locais de nidificação no mar. 3) Os machos adultos retornam aos locais de alimentação na água. 4) As fêmeas tartarugas alternam entre o acasalamento e nidificação. 5) As fêmeas colocam seus ovos. 6) Quando a temporada acaba, as tartarugas fêmeas retornam aos locais de alimentação. 7) As tartarugas filhotes incubam por 60 a 80 dias e eclodem. 8) Tartarugas recém-nascidas emergem dos ninhos e viajam da costa para a água. 9) Os filhotes amadurecem no oceano até que estejam prontos para recomeçar o ciclo.

As tartarugas-marinhas apresentam um ciclo de vida complexo, utilizando diferentes ambientes ao longo da vida, o que implica mudança de hábitos. São marinhas, mas utilizam o ambiente terrestre, a praia, para desova, garantindo o local adequado para a incubação dos ovos e o nascimento dos filhotes.
Ao nascerem, os filhotes rumam imediatamente para o alto-mar, onde atingem zonas de convergência de correntes que formam grandes aglomerados de algas (principalmente sargaços) e matéria orgânica flutuante. Nestas áreas os filhotes encontram alimento e proteção, e assim permanecem por vários anos, migrando passivamente pelo oceano.
Algumas espécies podem permanecer no ambiente pelágico por toda a vida, como a tartaruga de couro (Dermochelys  coriacea). Outras passam a fase juvenil em regiões costeiras ou insulares, alimentando-se de organismos bentônicos.
Embora espécies como a tartaruga oliva (Lepidochelys olivacea) atinjam a maturidade entre 11 e 16 anos, as demais só se tornam adultas entre os 20 e 30 anos. A partir daí, passam a viver em áreas de alimentação, de onde saem apenas na época da reprodução, quando migram para as praias onde nasceram, se localizando pelas informações do campo magnético daquela praia que adquiriram no momento de seu nascimento.
As tartarugas-marinhas são uma espécie que encontra taxas de sobrevivência de descendentes relativamente baixas. Por cada 1000 ovos de tartaruga-marinha, apenas uma a duas atinge a fase sexualmente madura. Começando com 1000 ovos, cerca de 20% não chocam, o que significa que, desde o início, apenas 800 tartarugas-marinhas eclodirão e chegarão à superfície da areia. À medida que as tartarugas-marinhas começam a se mover pela praia e em direção às ondas, apenas 50%, ou 400 delas, chegam ao oceano. Isto devido à predação e obstáculos que impedem as tartarugas jovens de chegar ao oceano. Continuando, uma vez no oceano, 50% dessas tartarugas-marinhas sobreviverão aos estágios anteriores de vida juvenil. Quando atingirem a idade adulta, apenas 20 tartarugas-marinhas sobreviverão, isso sem a interferência humana. Quando a interferência humana é levada em consideração, apenas 2 em cada 1000 tartarugas-marinhas sobreviverão à maturidade reprodutiva.

### Nutrição
As tartarugas-marinhas têm uma dieta muito diversificada. Os filhotes de tartaruga-verde são primeiramente carnívoros, mas quando sua carapaça alcança entre 25 a 30 cm, ao migrarem para áreas bentônicas, as tartarugas já adultas tornam-se herbívoras, alimentando-se de diversas espécies de algas. As outras quatro espécies são onívoras: a tartaruga-de-pente é espongívora, habita predominantemente recifes de corais; a tartaruga-cabeçuda alimenta-se de peixes, crustáceos, medusas e gastrópodes; a tartaruga-oliva se alimenta de peixes, caranguejos, ostras, ouriços, camarões e algas; e a tartaruga-de-couro de cnidários (medusas) e tunicados.

### Reprodução
A reprodução das tartarugas-marinhas é um processo sazonal e complexo, que normalmente envolve longas migrações entre áreas de forrageamento (busca e exploração de recursos alimentares) e de acasalamento. Machos e fêmeas acasalam-se com vários pares e isto é frequentemente observado em águas rasas próximo às praias de desova, podendo durar várias horas. As fêmeas mantêm-se receptivas por cerca de 7 a 10 dias, enquanto os machos permanecem sexualmente ativos por aproximadamente 30 dias. Depois do acasalamento, os machos parecem retornar para as áreas de forrageamento e as fêmeas deslocam-se para os locais de desova, onde permanecem por alguns meses para as posturas.

#### Desova
A época de desova é regida principalmente pela temperatura, ocorrendo nos períodos mais quentes do ano. No litoral brasileiro, acontece entre setembro a março, com variação entre as espécies. Nas ilhas oceânicas, entre dezembro a junho, registrando-se somente desovas da espécie verde (Chelonia mydas).
As fêmeas apresentam forte tendência a realizar as desovas sempre na mesma área, em uma mesma temporada reprodutiva ou em diferentes. Evidências indicam que elas desovam nas mesmas praias onde nascem e, em geral, durante a noite. Acredita-se que isso ocorra para evitar a exposição ao sol e, consequentemente, altas temperaturas durante o processo de desova. Ela pode percorrer consideráveis distâncias até encontrar um local apropriado para desovar. Dentro de uma única temporada reprodutiva, uma tartaruga pode realizar diversas posturas, com intervalos variáveis para cada espécie.
O processo de desova é semelhante para todas as espécies, podendo haver algumas diferenças. No geral, as etapas incluem:
1. Emergência da fêmea do mar: aproximação da costa; onde escolhem um trecho escuro e sem muitos obstáculos;
2. Deslocamento pela areia até um local onde estejam livres da ação constante da maré;
3. Percurso de seleção do local adequado para a desova: varia de espécie para espécie, sendo mais rigoroso em alguns casos;
4. Preparação da “cama”: limpeza e nivelamento da areia no local escolhido com as nadadeiras anteriores;
5. Confecção da câmara de ovos: com as nadadeiras traseiras, escavam um buraco para o ninho com cerca de meio metro de profundidade;
6. Deposição dos ovos, que são redondos e brancos, parecidos com bolas de “ping-pong” e que são recobertos com um muco que protege os ovos contra fungos e bactérias;
7. Cobertura do ninho;
8. Camuflagem do local: a tartaruga vai intercalando o movimento das nadadeiras de forma a empurrar a areia para o buraco;
9. Retorno ao mar.

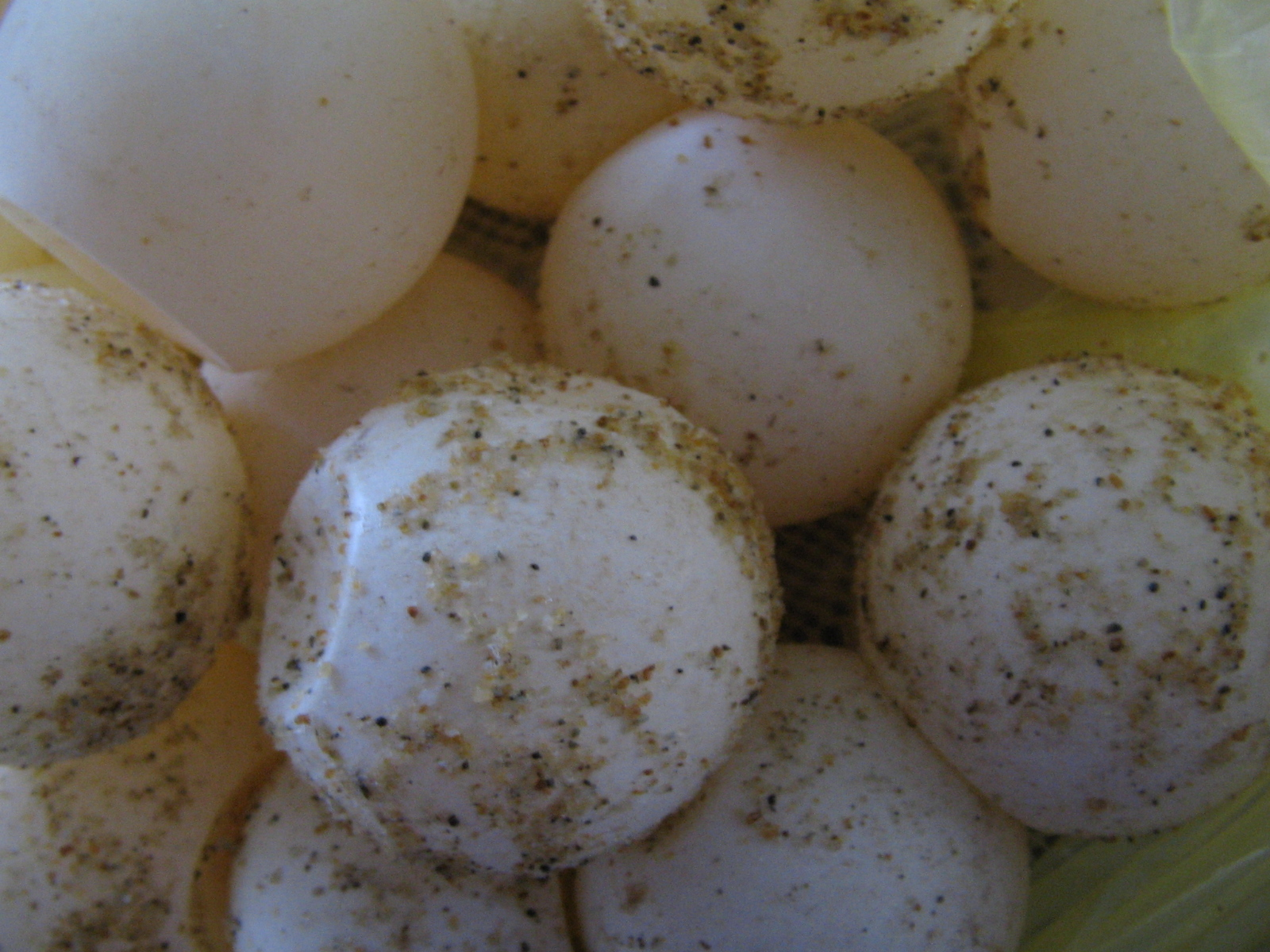
Ovos de tartaruga-marinha. O sexo biológico dependerá da temperatura em que a areia se encontra durante a incubação.

Todo esse processo demora aproximadamente de 1 a 2 horas. O sexo dos filhotes é influenciado pela temperatura de incubação dos ovos: em temperaturas mais altas são geradas em maior proporção as fêmeas e em temperaturas mais baixar, um maior número de machos. Isso revela a importância da escolha do local de desova pela fêmea na manutenção das proporções sexuais das populações.
Os filhotes emergem sincronizadamente: para saírem do ninho, retiram a areia até chegarem na superfície e vão em direção ao mar. Nesse momento, se orientam pela luminosidade, que no horizonte do mar é maior em relação ao continente. É importante refletir sobre o efeito da urbanização nesse processo, uma vez que quiosques, casas, prédios e demais estabelecimentos são fontes de luminosidade artificial, podendo desorientar os filhotes que emergirem dos ninhos. os filhotes que emergirem dos ninhos, os quais terão dificuldade de localizar o mar e realizar a migração para áreas oceânicas abertas.

### As tartarugas e o ser humano
As tartarugas-marinhas são capturadas em todo o mundo, embora seja ilegal caçar a maioria das espécies em muitos países.  Uma grande quantidade das colheitas intencionais de tartarugas-marinhas em todo o mundo é para alimento. Em muitas partes do mundo, há muito tempo, consideram-se as tartarugas-marinhas excelentes refeições. Textos chineses antigos datados do século V a.C. descrevem as tartarugas-marinhas como iguarias exóticas.  Muitas comunidades costeiras em todo o mundo dependem das tartarugas-marinhas como fonte de proteína, muitas vezes colhendo várias tartarugas-marinhas de uma vez e mantendo-as vivas nas costas até serem necessárias. Outros povos costeiros juntam ovos de tartaruga-marinha para consumo.
Em um grau muito menor, algumas espécies de tartarugas-marinhas são alvejadas não por sua carne, mas por suas conchas. Concha de tartaruga, um material ornamental decorativo tradicional usado no Japão e na China, vem dos escudos da carapaça da tartaruga-de-pente.  Antigos gregos e romanos utilizavam escudos de tartarugas-marinhas (principalmente do pente) para vários artigos e ornamentos usados por suas elites, como pentes e escovas.  A pele das nadadeiras é valorizada para uso como sapatos e artigos de couro variados.
Algumas cidades como Tortuguero, na Costa Rica, fizeram a transição de uma indústria de turismo que lucrou com a venda de carne de tartaruga-marinha e conchas para uma economia baseada no ecoturismo. Tortuguero é considerado o local de fundação da conservação das tartarugas-marinhas. Na década de 1960, a demanda cultural por sua carne, conchas e ovos estava rapidamente matando as populações de tartarugas-marinhas, outrora abundantes, que se aninhavam na praia. A Caribbean Conservation Corporation começou a trabalhar com os moradores para promover o ecoturismo como substituto permanente da caça às tartarugas-marinhas. Os locais de nidificação das tartarugas-marinhas tornaram-se sustentáveis.
Os turistas, de modo geral, gostam de visitar os terrenos de nidificação, embora isso cause muito estresse às tartarugas, além de que os ovos podem ser danificados.

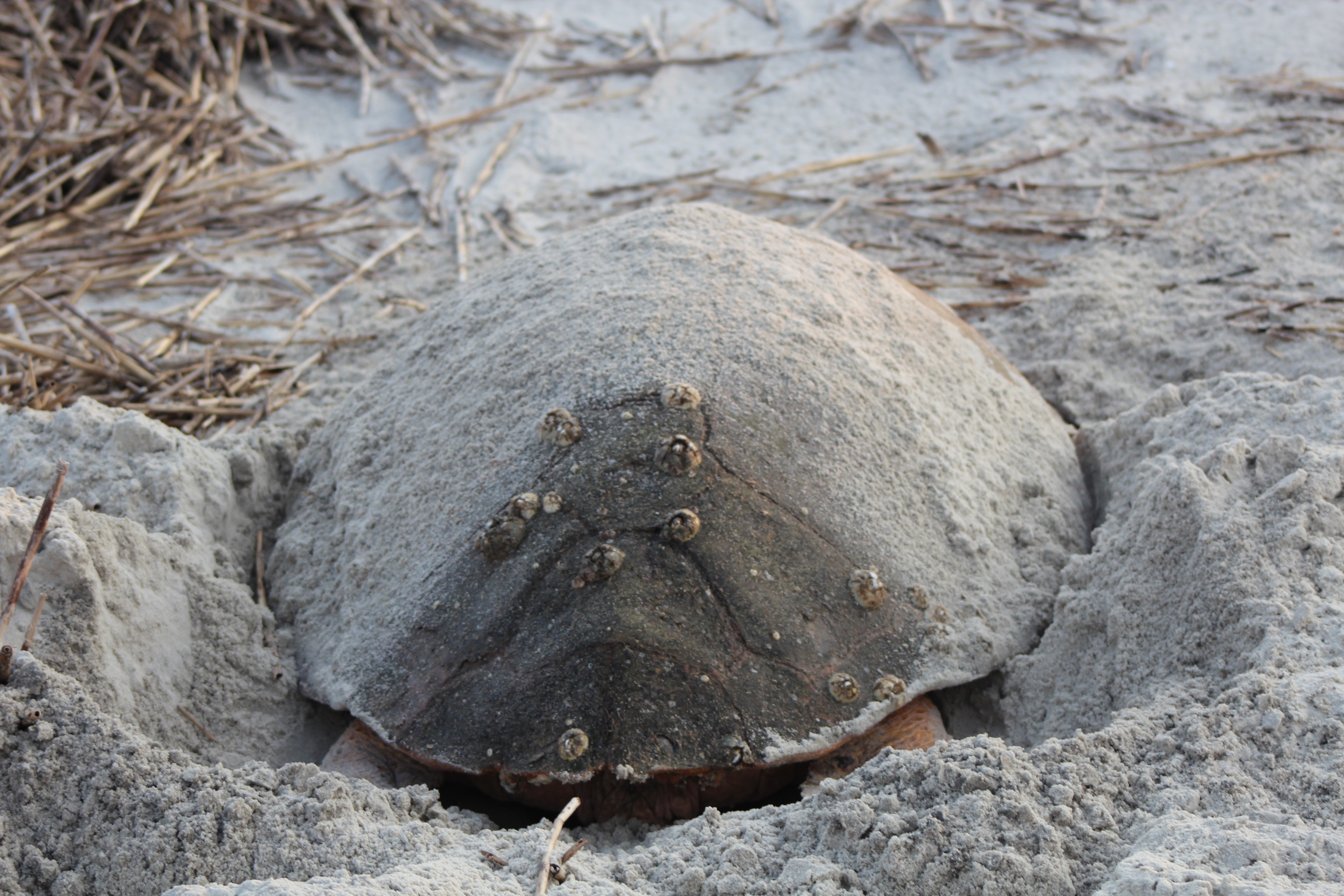
Cracas na carapaça de uma tartaruga

### Simbiose com cracas
Tartarugas-marinhas e cracas interagem ecologicamente pelo comensalismo. Nessa interação as cracas beneficiam ao crescer na carapaça das tartarugas sem machucá-las. Tanto cracas adultas (sésseis) como larvas (planctônicas) podem se aproveitar das tartarugas como substrato. As larvas tendem a ficar tanto na carapaça como na pele do pescoço da tartaruga.
Muitas cracas podem crescer em qualquer tipo de substrato, no entanto, algumas espécies tem uma relação comensal obrigatória com animais específicos, dificultando a busca por um local ideal para se assentar. Por volta de 29 espécies de cracas tem uma relação comensal com tartarugas.
Tartarugas são um habitat ideal para as cracas por três razões: elas possuem uma expectativa de vida muito alta (por volta de 70 anos), então as cracas não precisam se preocupar com a morte de seu hospedeiro. No entanto, as cracas podem morrer pela troca das placas da carapaça que ocorrem ao longo dos anos (devido ao aumento corporal); cracas são suspensívoras, ou seja, se alimentam de partículas flutuando na coluna d’água e, estando sempre sobre um animal que está constantemente se movimentando, se beneficiam da corrente de água gerada por esse movimento, adquirindo facilmente uma fonte de alimento; A migração das tartarugas permite um ótimo mecanismo de dispersão para as larvas que, sem as tartarugas, nunca atingiriam distâncias tão longas e não se dispersariam globalmente.
A interação, no entanto, não é realmente comensal. Isso se deve ao peso adicional criado pelas cracas que deve ser carregado pelas tartarugas, gerando maior necessidade energética e nutricional ao passo que a quantidade de cracas carregadas vai aumentando.

## Conservação

### Por que conservar?
A conservação das tartarugas-marinhas é essencial para a preservação da biodiversidade, assim como todas as outras espécies do planeta. Elas são importantes peças para manter a diversidade de peixes e diversos invertebrados, assim como a formação de bancos de areias, mangue, gramas marinhas, algas, recifes e ilhotas. No entanto, além da Manutenção da biodiversidade, há serviços ecológicos que as tartarugas-marinhas desempenham dentro de suas comunidades e Ecossistemas, e que os mantém em equilíbrio.
Como presa, as tartarugas-marinhas servem de alimento para diversos animais de topo da cadeia alimentar, como falcões, orcas, crocodilos, entre outros. Também servem de alimento para animais que não estão no topo da cadeia mas se aproveitam, como formigas e lagartos.
As raízes de algumas plantas também podem se aproveitar dos nutrientes provindos dos ovos enterrados na areia da praia. Com o fornecimento de mais nutrientes para a vegetação da costa, ela cresce mais forte, apresentando um sistema radicular que consegue manter as dunas da praia, diminuindo sua erosão.
Já como predador, as tartarugas-marinhas são importantes reguladoras de diversas espécies marinhas como medusas, algas, esponjas e gramas marinhas. Sem as tartarugas, as populações dessas espécies poderiam aumentar de modo insustentável, fazendo com que todo a comunidade em que vivem entre em desequilíbrio, podendo gerar diversas extinções locais e predominância de poucas espécies, diminuindo a diversidade. Durante todos os seus estágios de vida, as tartarugas podem se alimentar de mais de 200 táxons de vertebrados e invertebrados
Outro serviço prestado pelas tartarugas no ambiente marinha é a de substrato para outras espécies. Seu casco e órgãos internos servem de abrigo para mais de 100 espécies diferentes de plantas e animais. Além disso são importantes dispersoras de espécies de cracas, tunicados e moluscos, já que migram e, por isso, viajam grandes distâncias, levando indivíduos para milhares de quilômetros de distância, aumentando sua distribuição.
A transferência de energia é outro serviço de grande importância. As tartarugas-marinhas transferem grande parte de nutrientes do ambiente marinho para as praias na forma de ovos. Um terço desses nutrientes não retornam ao mar, e sim são transferidos para o solo, fauna e flora local.
Tartarugas-marinhas são bioturbadores, ou seja, reviram o substrato a procura de alimento, alterando a estrutura e o funcionamento de habitats de forrageamento como recifes de corais e banco de algas e grama marinha. Essa ação gera reciclagem de nutrientes (considerando a quantidade de excreção produzida por elas e que são despejadas ao redor do mundo) que antes estavam inacessíveis e agora podem ser absorvidos por todos os tipos de seres vivos.
Algumas espécies são importantes para a persistência da biodiversidade. O consumo de alguns grupos de esponjas melhores competidoras pelas tartarugas de pente permitem que esponjas mais raras possam se estabelecer nos recifes de corais, aumentando a riqueza local de espécies. Já a tartarugas verdes são ávidas pastoras das gramas marinhas, gerando sempre a necessidade de mais grama, mais nova e com mais nutrientes, promovendo um ambiente mais nutritivo para diversos outros herbívoros que ali também se alimentam. As tartarugas de couro, por sua vez, têm um papel importante na regulação da população atlântica de águas-vivas. Com o alto índice de captura acidental em pesca, a população das tartarugas está em declínio, gerando um aumento significativo na população das próprias águas-vivas. O problema é que as águas-vivam predam diversas espécies de peixes economicamente relevantes, diminuindo, por consequência, a quantidade de cardumes importantes para a pesca. Assim, não só a tartaruga de couro pode ser extinta, como a pesca está em risco.

### Principais causas de morte

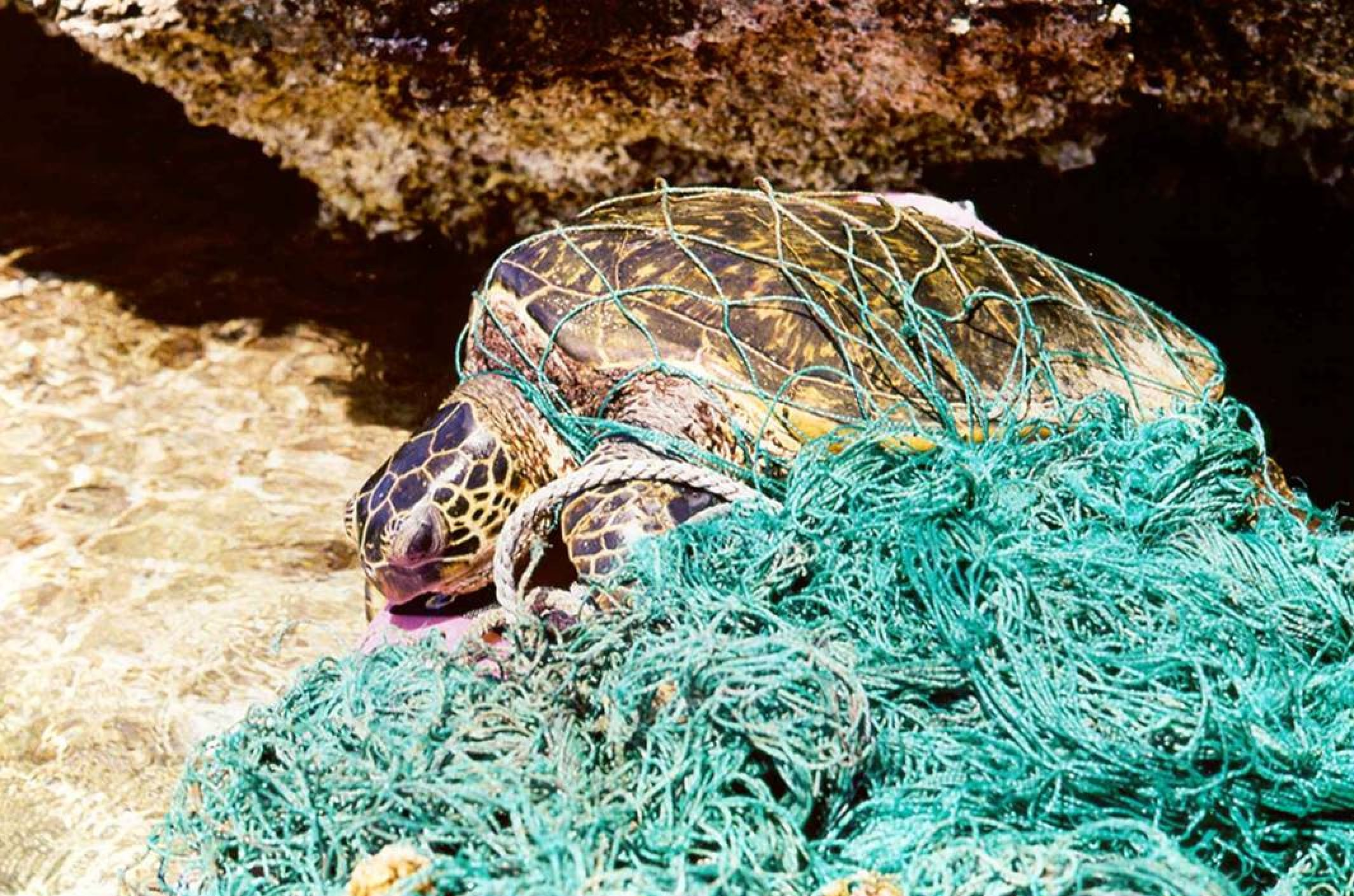
Tartaruga-marinha presa em rede de pesca.

Essas são as principais ações humanas que ameaçam a existência de tartarugas-marinhas:
A pesca acidental - na costa com redes de espera e no mar aberto com anzol e redes de deriva. A pesca de arrasto de camarão e com espinhéis são as que mais apresentam ameaça. O dispositivo de escape de tartarugas (TED) reduz em 97% a pesca acidental em arrastos de camarão.
Comércio ilegal - Além da venda de carapaças como adornos, a venda de carne de tartaruga e também de seus ovos é um problema que aflige o mundo inteiro, mas é uma preocupação principalmente no Oriente (China, Filipinas, Índia e Indonésia) e nas costas da América Latina. Estimativas chegam a 35.000 tartarugas mortas por ano no México e Nicarágua.
O sombreamento - Altas construções em praias de desova geram sombreamento na areia, diminuindo sua temperatura média (determinante para definição de sexo) e consequentemente, gerando mais filhotes machos do que fêmeas.
A fotopoluição - a presença de luzes artificiais em locais de desova atrai os recém-nascidos para o lado oposto ao mar, gerando morte por exaustão e/ou desidratação (além de os manterem acessíveis a predadores terrestres por mais tempo);

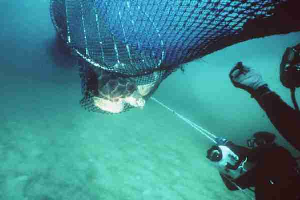
Tartaruga cabeçuda escapando de uma rede de pesca por um TED

O trânsito de veículos em locais de desova - podem atropelar filhotes, afugentar fêmeas e até compactar ninhos abaixo da areia;
A ocupação litorânea que gera a destruição e a inviabilização de locais de desova;
Poluição dos oceanos - principalmente de plásticos, que muitas vezes são confundidos com alimentos como medusas e assim são ingeridos, diminuindo significativamente o tempo de vida da tartaruga;
A fibropapilomatose - Doença provavelmente causada por herpes-vírus que gera tumores de pele (geralmente benignos) que dificultam a movimentação e podem espremer órgãos internos. Ocorrem principalmente em áreas com alta poluição, sendo raras em áreas conservadas.
Aquecimento global - O aumento da temperatura média nas praias pode definir uma mudança mundial na proporção de gênero em tartarugas. Quando a temperatura é maior, nascem mais tartarugas fêmeas, podendo resultar numa diminuição mundial na quantidade de machos, dificultando o processo de reprodução.
Vazamento de óleo - Tartarugas são extremamente vulneráveis à poluição por óleo, já que ele tende a se manter na superfície local onde elas têm que ir para respirar e por que o óleo pode afetar elas em qualquer fase da vida. O óleo se torna venenoso quando é ingerido pela tartaruga.

### Como conservar?
Uma das principais ações que podem ajudar a conservar as espécies de tartarugas (assim como todas as outras espécies marinhas) é redução do uso de materiais plásticos, assim como a sua reciclagem e o cuidado com o local de despejo. O uso de objetos supérfluos como canudos podem causar grande impacto negativo na vida desses animais. Além de serem confundidos com presas e ingeridos, as tartarugas não desovam em praias sujas, diminuindo ainda mais a suas populações. Por isso, outra uma pequena ação que pode fazer toda a diferença para essas tartarugas é retirar da praia todo lixo encontrado, depositando-o em um local apropriado.
As tartarugas são extremamente sensíveis a sons e à luz. Assim, se estiver em algum local de desova e avistar uma tartaruga ou seus filhotes saindo para o mar, desligue todas as fontes de luz possíveis e faça silêncio. Isso garante que não haja perturbação e que elas seguirão seu caminho naturalmente, sem interferência humana.

### Manejo

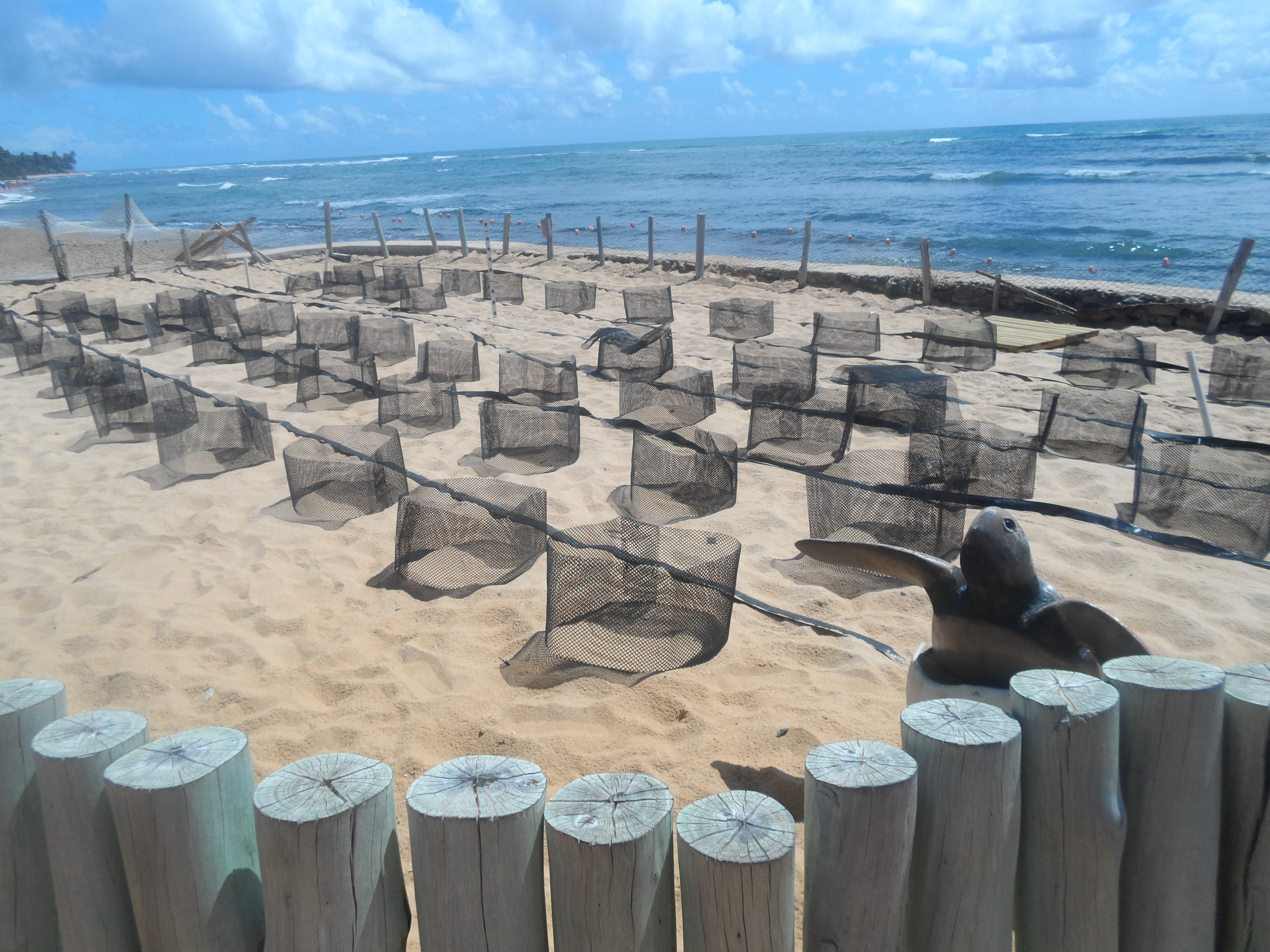
Técnica de conservação de transferência para cercado

O manejo de tartarugas-marinhas é focado em cuidar principalmente das desovas nas praias. São promovidos 3 tipos principais de metodologias para o manejo e conservação dos ninhos:
1 - Conservação in situ, em que os ovos não são realocados, apenas é colocada uma tela plástica evitando a predação. O local é visitado periodicamente e após 40 dias são visitados diariamente, em busca de rastros de filhotes na areia.
2 - Transferido para praia, técnica de conservação em que a desova é realocada para outra região da praia. Assim como a conservação in situ, ela é protegida por uma tela plástica e segue o mesmo tipo de supervisão.
3 - Transferido para cercado, em que os ovos são realocados para uma área segura -  um cercado de incubação localizado na praia -, expostos aos intemperismos. Nesse tipo de conservação é importante reproduzir todas as variáveis naturais como a temperatura, profundidade do ninho, umidade, etc. é colocada uma cerca redonda em volta do cercado para que os filhotes fiquem retidos no local até serem identificados e contados.
Por ter interferência antrópica mínima no processo de incubação dos ovos, a técnica de conservação 1 é a mais eficaz, desde que as condições físicas da praia sejam favoráveis e a predação natural controlada.
No entanto, a realocação pode não ser um bom método de conservação. Em um estudo feito com a tartaruga-da-amazônia (Podocnemis expansa), de água doce, foram averiguados os efeitos da relocação. Descobriram que os ninhos desta tartaruga que foram transplantados para um novo local tiveram alta taxa de mortalidade e mais anormalidades morfológicas em comparação às não transplantadas. No entanto, em um estudo de tartarugas cabeçudas (caretta caretta), Deller et al. descobriram que reposicionar ninhos sob risco de inundação aumentou o sucesso de ovos e filhotes.
Avaliar o progresso de programas de conservação pode ser difícil, principalmente porque não há dados suficientes sobre as populações de tartarugas-marinhas. A maioria das informações sobre as populações são sobre a quantidade de ninhos nas praias, dados insuficientes para caracterizar uma população.

### Espécies em risco
De acordo com a União Internacional para a Conservação da Natureza (IUCN) todas as espécies de tartarugas-marinhas estão na lista vermelha de espécies em extinção (Red List), menos a tartaruga-marinha-australiana (Natator depressus) que não apresenta dados suficientes para ser classificada.
Três espécies são classificadas como vulneráveis: tartaruga-oliva (Lepidochelys olivacea); tartaruga cabeçuda (Caretta caretta); Tartaruga de couro (Dermochelys coriacea)
Apenas a tartaruga verde é classificada como ameaçada de extinção.
Duas espécies estão na categoria de criticamente ameaçadas: Tartaruga de kemp (Lepidochelys kempii) e a tartaruga de pente (Eretmochelys imbricata).

### Legislação
A fauna brasileira se tornou um bem público e propriedade do estado apenas com a instituição da Lei de Proteção à Fauna (Lei nº 5197 de 03 de janeiro de 1967). Antes disso, era considerada de ninguém e sujeita a apropriação, ou seja, qualquer um poderia apreender, matar entre outras coisas sem violar a lei.
Foi só na Portaria do Ibama, nº. 1.522, de 19 de dezembro de 1989 que as 5 espécies de tartarugas-marinhas que habitam o Brasil foram consideradas ameaçadas. Até hoje todas elas ainda são consideradas ameaçadas de extinção.
A captura, o abate, comércio, transporte e o consumo direto são completamente proibidos pela legislação brasileira atual. Há também regulamentação específica para a proteção das populações de tartarugas-marinhas brasileiras.
A criação da Lei de Crimes Ambientais (Lei nº 9605 de 12 de fevereiro de 1998) que prevê sanções e penas para captura, matança, coleta de ovos e distúrbios de habitat da fauna silvestre foi e é fundamental para proteger as espécies ameaçadas de tartarugas.
Para tentar contornar problemas relacionados à ação humana nas áreas de desova, bem como de pesca, diversos instrumentos foram criados. Há a criação de regulamentação de iluminação artificial (Portaria do IBAMA nº 11, de 31 de janeiro de 1995) e o trânsito de veículos (Portaria do IBAMA nº 10, de 30 de janeiro de 1995). Além disso, há também a obrigatoriedade do uso de dispositivos de escape de tartarugas (TED) em embarcações que realizam arrasto de camarões, assim como a proibição de pesca  de camarão entre o norte da Bahia e a divisa de Alagoas com Pernambuco no ápice da época reprodutiva de tartarugas oliva, de 15 de dezembro a 15 de janeiro (Instrução Normativa nº 31, do Ministério do Meio Ambiente, de 13 de dezembro de 2004).

### Instituições e acordos

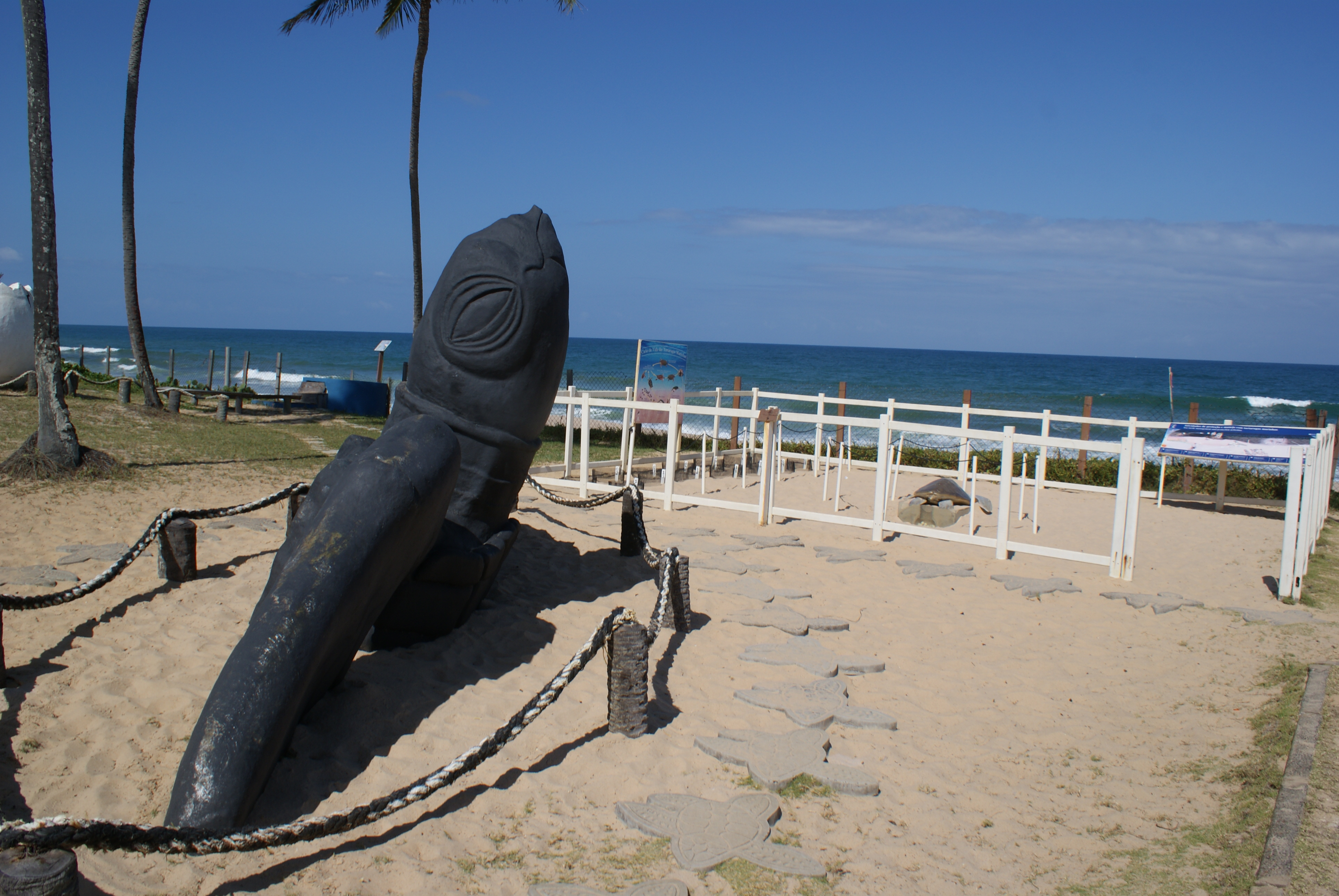
Projeto TAMAR em Arembepe, Bahia

O Centro Nacional de Pesquisa e Conservação de Tartarugas-Marinhas e da Biodiversidade Marinha do Leste - Projeto TAMAR, é um dos centros de pesquisas do Instituto Chico Mendes de Conservação da Biodiversidade (ICMBio - vinculado ao Ministério do Meio Ambiente e que integra o Sistema Nacional do Meio Ambiente Sisnama). Fica sediado em Vitória, Espírito Santo (Portaria nº 16, de 02 de março de 2015), foi criado em 1980 e hoje realiza funções como centro de pesquisa, conservação, manejo, educação ambiental e inserção social de comunidades costeiras, tudo isso relacionado às 5 espécies de tartarugas-marinhas que residem a costa brasileira.
É hoje visto internacionalmente como uma das experiências mais bem sucedidas de conservação marinha. O Centro cobre cerca de 1.100km de praias, em 26 localidades em áreas de alimentação, desova, crescimento e descanso desses animais, no litoral e ilhas oceânicas, em nove estados brasileiros.
Em 1999, o Brasil ratificou a Convenção Internacional para Proteção e Conservação das Tartarugas-Marinhas (CIT), que passou a vigorar a partir de maio de 2001. Essa convenção acordou medidas de proteção às tartarugas-marinhas entre 19 países da América, incluindo Estados Unidos da América, Argentina, Chile, Uruguai, Venezuela, entre outros. Entres essas medidas estão: a proibição da captura, detenção ou morte acidental das tartarugas, assim como o comércio doméstico das mesmas e seus ovos; Restrição de atividades humanas que podem afetar sua reprodução, incubação ou migração; Fomentar a pesquisa sobre reprodução experimental, criação e reintrodução na natureza.